# 미사통상문
미사통상문(라틴어: Ordo Missae)은 기독교에서 로마 전례 미사를 거행할 때 간략한 지시나 규범과 더불어 고정된 기도문과 노래에 대한 일련의 양식 전문이다. 흔히 미사곡이라 지칭되는 것은 바로 이 부분을 가지고 작곡한 것이다. 미사통상문은 통상적으로 임의로 수정이 불가능하기 때문에 전례 주년이나 축일에 따라 변하는 미사 고유문과는 뚜렷하게 차이점이 있다. 미사통상문은 로마 미사 경본의 중간 부분에 특별히 수록되어 있는데, 1970년 이전 통상문은 부활 성야 미사와 부활 주일 미사 사이에 수록되어 있으며, 1970년 이후의 통상문은 전례시기별 미사 고유문과 성인 축일별 미사 고유문 사이에 수록되어 있다.

## 전통적인 창(昌) 부분
다음 본문은 성가대가 노래하거나 아니면 사제와 회중이 파트를 나누어서 교대로 부르거나 낭송한다.
1. 자비송 (Kyrie eleison)
2. 대영광송 (Gloria in Excelsis Deo)
3. 신앙고백 (Credo) : 니케아-콘스탄티노폴리스 신경 또는 사도신경
4. 거룩하시도다 (Sanctus)
5. 하느님의 어린 양 (Agnus Dei)